# Angelo Armeti
Angelo Armeti (Calcinate, 6 settembre 1978) è un ex pallavolista italiano, di ruolo libero.